# 岡山トヨペット
岡山トヨペット株式会社（おかやまトヨペット）は、岡山県岡山市南区に本社を置くトヨタ自動車のディーラー（トヨペット店）である。

## 概説
岡山県を管轄する自動車ディーラーで、1956年（昭和31年）8月に設立。岡山土地倉庫などを経営する末長グループの子会社である。
2013年（平成25年）からは、キッズステーションで放送の『パパンがパンダ』と自社オリジナルキャラクターの『くまる』をCMキャラクターに起用している。また、この年までは岡山市北区伊福町にある店舗に本社機能を置いていたが、以後は同市南区古新田に新築した店舗を本店としている。
2014年からは、岡山県の春の交通安全県民運動に合わせて交通安全の啓発動画を制作し続けている。2021年に制作した動画『Road to Ninja "一億総忍者の国"』はACCの広告賞で2年連続の地域ファイナリスト、映文連アワードのコーポレートコミュニケーション部門優秀賞を受賞し、「信号機のない横断歩道における歩行者優先」ルールを遵守する割合が全国ワーストだった岡山県民の意識改革に貢献した。また、2023年には『初心にかえろう岡山県』で岡山広告協会から岡山広告賞テレビ広告部門で金賞を受賞した。

## 店舗
- ダイハツパーク倉敷[注釈 1] - 岡山県倉敷市平田

### 中古車店舗
- CHU BASE岡山 - 岡山県岡山市南区古新田1233-1
- CHU BASE倉敷 - 岡山県倉敷市中島668
- CHU BASE津山 - 岡山県津山市高野山西1906-2

## 関連会社
グループ連携を強化するため、2020年7月より岡山トヨペットを含めて「SUENAGAグループ」として正式に一体化した。2021年4月、グループ統括会社として「株式会社TOCH HOLDINGS」（トーチ ホールディングス）を設立し、持株会社制度へ移行。グループ各社は当該会社の傘下となる。
- 岡山土地倉庫
- 岡山通運
- トヨタL&F岡山
- トヨタホーム岡山
- トヨタレンタリース新岡山
- ジェームス岡山
- TOYOTA OKAYAMA Da Nang
- TOCH HOLDINGS

## 岡山県内のトヨタ販売店
- 岡山トヨタ
- トヨタカローラ岡山
- ネッツトヨタ岡山
- ネッツトヨタ山陽